# Afragola
Afragola là một đô thị của Ý. Đô thị này thuộc tỉnh Napoli trong vùng Campania. Afragola có diện tích 17,99 km2, dân số theo ước tính năm 2009 của Viện thống kê quốc gia Ý là 63.713 người. 
Các đơn vị dân cư:
Đô thị Afragola giáp với các đô thị: Acerra, Casalnuovo di Napoli, Caivano, Cardito và Casoria.